# Ando Jun
Jun Ando (安藤 淳 Andō Jun, sinh ngày 8 tháng 10 năm 1984 ở Shiga) là một cầu thủ bóng đá người Nhật Bản thi đấu cho Ehime FC.

## Thống kê sự nghiệp
Cập nhật đến ngày 23 tháng 2 năm 2018.
| Thành tích câu lạc bộ | Thành tích câu lạc bộ | Thành tích câu lạc bộ | Giải vô địch | Giải vô địch | Cúp                   | Cúp                   | Cúp Liên đoàn | Cúp Liên đoàn | Châu lục | Châu lục  | Tổng cộng | Tổng cộng |
| Mùa giải              | Câu lạc bộ            | Giải vô địch          | Số trận      | Bàn thắng    | Số trận               | Bàn thắng             | Số trận       | Bàn thắng     | Số trận  | Bàn thắng | Số trận   | Bàn thắng |
| Nhật Bản              | Nhật Bản              | Nhật Bản              | Giải vô địch | Giải vô địch | Cúp Hoàng đế Nhật Bản | Cúp Hoàng đế Nhật Bản | Cúp Liên đoàn | Cúp Liên đoàn | Châu Á   | Châu Á    | Tổng cộng | Tổng cộng |
| --------------------- | --------------------- | --------------------- | ------------ | ------------ | --------------------- | --------------------- | ------------- | ------------- | -------- | --------- | --------- | --------- |
| 2007                  | Kyoto Sanga FC        | J2 League             | 5            | 0            | 1                     | 0                     | –             | –             | –        | –         | 6         | 0         |
| 2008                  | Kyoto Sanga FC        | J1 League             | 15           | 1            | 2                     | 1                     | 0             | 0             | –        | –         | 17        | 2         |
| 2009                  | Kyoto Sanga FC        | J1 League             | 32           | 1            | 1                     | 0                     | 3             | 0             | –        | –         | 36        | 1         |
| 2009                  | Kyoto Sanga FC        | J1 League             | 26           | 1            | 0                     | 0                     | 5             | 0             | –        | –         | 31        | 1         |
| 2011                  | Kyoto Sanga FC        | J2 League             | 22           | 1            | 5                     | 0                     | –             | –             | –        | –         | 27        | 1         |
| 2012                  | Kyoto Sanga FC        | J2 League             | 43           | 3            | 2                     | 0                     | –             | –             | –        | –         | 45        | 3         |
| 2013                  | Kyoto Sanga FC        | J2 League             | 36           | 4            | 1                     | 0                     | –             | –             | –        | –         | 37        | 4         |
| 2014                  | Cerezo Osaka          | J1 League             | 11           | 1            | 2                     | 0                     | 0             | 0             | 3        | 0         | 16        | 1         |
| 2015                  | Cerezo Osaka          | J2 League             | 4            | 0            | 0                     | 0                     | -             | -             | -        | -         | 4         | 0         |
| 2015                  | Matsumoto Yamaga      | J1 League             | 15           | 1            | 3                     | 2                     | –             | –             | –        | –         | 18        | 3         |
| 2016                  | Matsumoto Yamaga      | J2 League             | 16           | 0            | 0                     | 0                     | –             | –             | –        | –         | 16        | 0         |
| 2017                  | Matsumoto Yamaga      | J2 League             | 11           | 0            | 1                     | 0                     | –             | –             | –        | –         | 12        | 0         |
| Tổng cộng sự nghiệp   | Tổng cộng sự nghiệp   | Tổng cộng sự nghiệp   | 236          | 13           | 18                    | 3                     | 8             | 0             | 3        | 0         | 265       | 16        |